# Jane Hall
Jane Hall (ur. 20 października 1973 w Kingston upon Thames) – brytyjska wioślarka.

## Osiągnięcia
- Mistrzostwa Świata – Račice 1993 – czwórka bez sternika wagi lekkiej – 1. miejsce[1].
- Mistrzostwa Świata – Tampere 1995 – dwójka bez sternika wagi lekkiej – 2. miejsce[1].
- Mistrzostwa Świata – Aiguebelette 1997 – jedynka wagi lekkiej – 5. miejsce[1].
- Mistrzostwa Świata – Kolonia 1998 – dwójka podwójna wagi lekkiej – 10. miejsce[1].
- Mistrzostwa Świata – St. Catharines 1999 – dwójka bez sternika wagi lekkiej – 2. miejsce[1].
- Mistrzostwa Świata – St. Catharines 1999 – dwójka podwójna wagi lekkiej – 18. miejsce[1].
- Mistrzostwa Świata – Lucerna 2001 – dwójka podwójna wagi lekkiej – 6. miejsce[1].
- Mistrzostwa Świata – Eton 2006 – dwójka podwójna wagi lekkiej – 5. miejsce[1].
- Mistrzostwa Świata – Monachium 2007 – czwórka podwójna wagi lekkiej – 2. miejsce[1].
- Mistrzostwa Świata – Poznań 2009 – czwórka podwójna wagi lekkiej – 2. miejsce[1].